# 頭鷹山
頭鷹山（とうようざん）は、台湾の台中市和平区と苗栗県泰安郷の境界に位置する標高3,510mの山。雪覇国家公園に属する。

## 概要
山頂が鷹の頭に見えることからこの名がついたという。タイヤル語で「Tunux Kwalit」と呼び、それぞれ「頭」「鷹」を意味する。
台湾百岳では26位であった。